# Robert B. Sinclair
Robert Bruce Sinclair (Toledo, 24 maggio 1905 – Montecito, 3 gennaio 1970) è stato un regista teatrale, regista cinematografico e regista televisivo statunitense.

## Biografia
Robert Bruce Sinclair nacque a Toledo (Ohio), figlio di un agente assicurativo. Frequentò l'Università della Pennsylvania e si laureò alla Wharton School of Finance and Commerce nel 1926. Mentre studiava all'Università della Pennsylvania, un professore di inglese lo introdusse al teatro e gli fece conoscere l'autore teatrale George S. Kaufman.
Sinclair iniziò la sua carriera come assistente del direttore di scena nell'ottobre 1926 al Greenwich Village Theatre, ma vi lavorò per meno di due settimane prima di trasferirsi a Cleveland per lavorare in una società per azioni. Tornò poi a New York e fece carriera fino a diventare direttore di scena, anche se quasi tutte le produzioni a cui lavorò non ebbero successo, il che lo portò a pubblicare Why I Am Leaving the Theatre ("Perché lascerò il teatro"), una condanna al sistema commerciale dei teatri.
Sinclair divenne giornalista sportivo per The Morning Telegraph e in seguito lavorò al Museum of the City of New York prima di essere chiamato, due anni dopo, dal suo mentore George S. Kaufman al mondo del teatro e facendolo lavorare come suo assistente nella produzione del 1930 di Once in a Lifetime. Sinclair dirigerà o metterà in scena molte produzioni teatrali, tra cui la regia delle produzioni originali di Dodsworth (1934), Pride and Prejudice (1935), Il postino suona sempre due volte (1936), Babes in Arms (1937) e The Philadelphia Story (1939). Sinclair lavorò anche coinvolto nel cinema con l'adattamento cinematografico di Kaufman del 1932 di Once in a Lifetime e diresse otto film per la Metro-Goldwyn-Mayer tra il 1938 e il 1941.
Durante la seconda guerra mondiale, Sinclair fu capitano in aeronautica e diresse un video di addestramento intitolato Resisting Enemy Interrogation (1944) che ricevette una nomination come miglior lungometraggio documentario alla diciassettesima edizione dei Premi Oscar.
Nel 1947, Sinclair lasciò la Metro-Goldwyn-Mayer e diresse Mr. District Attorney per la Columbia Pictures. L'anno successivo avrebbe diretto That Wonderful Urge per la 20th Century Fox, che sarebbe stato il suo ultimo film.
Sinclair pubblicò The Eleventh Hour nel 1951, che fu il suo unico romanzo e fu candidato per un Edgar Award nel 1952 come miglior primo romanzo di un autore americano.
Avrebbe continuato a dirigere episodi di varie serie televisive tra la fine degli anni '50 e l'inizio degli anni '60, principalmente per la Warners Brothers Television, tra cui Telephone Time, Johnny Staccato, Indirizzo permanente, Hawaiian Eye e The Deputy.

## Filmografia parziale

### Regista
- Woman Against Woman (1938)
- Passione ardente (Dramatic School) (1938)
- Joe and Ethel Turp Call on the President (1939)
- And One Was Beautiful (1940)
- The Captain Is a Lady (1940)
- The Wild Man of Borneo (1941)
- Rage in Heaven (1941), non accreditato
- I'll Wait for You (1941)
- Down in San Diego (1941)
- Mr. and Mrs. North (1942)
- Resisting Enemy Interrogation (1944), candidato al premio Oscar al miglior documentario
- Femmina (Mr. District Attorney) (1947)
- Quel meraviglioso desiderio (That Wonderful Urge) (1948)
- Le grandi fiabe (Shirley Temple's Storybook) – serie TV, 3 episodi (1958)